# Іващенко Костянтин Володимирович
Костянти́н Володи́мирович Іва́щенко (3 жовтня 1963 , Жданов, Донецька область ) — український бізнесмен та проросійський політик, депутат Маріупольської міської ради від проросійської партії ОПЗЖ (2019—2022). Колаборант із Росією, призначений тимчасовим очільником окупаційної «адміністрації» Маріуполя (2022).

## Життєпис
Був керівником машинобудівного підприємства «Азовзагальмаш», що займалося виробництвом вагонів. Після початку російської агресії на Донбасі «Азовзагальмаш» зупинив роботу, а Іващенко налагодив незаконний продаж обладнання заводу на металобрухт.
Завжди відзначався проросійськими поглядами, вважаючи, що Україні «потрібно відмовитися» від своїх територій і визнати ОРДЛО. Очолював Асоціацію спортивної боротьби Маріуполя.
Протягом 2018—2019 років був очільником маріупольської міської організації проросійської партії «Наші». 2019 року обраний депутатом Маріупольської міської ради від проросійської партії ОПЗЖ.
2022 року під час вторгнення Росії в Україну підтримав російські окупаційні війська. За даними Маріупольської міськради, виступав інформатором російської армії та коригував обстріли критичної цивільної інфраструктури. 4 квітня Іващенка призначили в.о. «очільника» тимчасово окупованого Маріуполя.
9 квітня Донецька обласна прокуратура заочно оголосила підозру Іващенку в державній зраді.
10 серпня подарував митрополиту УПЦ МП Іларіону Шукало ікону в храмі Маріуполя і заявив що тепер їх звільнили і «фізично і духовно».
20 серпня на Іващенка стався невдалий замах.
24 січня 2023 року ватажок «ДНР» Денис Пушилін відправив Іващенко у відставку.
З 2024 року — радник керівника представництва уряду Санкт-Петербурга у Маріуполі.